# Железнодорожный транспорт в Камеруне
Первая железнодорожная линия Бонабери — Нконгсамба длиной 159 километров, была построена в 1909 году. Общая протяжённость пути 987 км (2014), ширина колеи 1000 мм, железнодорожные линии однопутные. Используются рельсы с массой метра погонного — 30 и 36 кг, шпалы деревянные и стальные. В локомотивном парке тепловозы.
На железной дороге используется автосцепка, конструктивно схожая с СА-3, что хорошо видно на локомотиве на фото с вокзала Дуалы. Использование автосцепки подобного типа за пределами бывшего Советского союза — большая редкость, однако три африканских страны — Камерун, Габон и Мавритания используют СА-3 на своих железных дорогах.
Большое экономическое значение для Камеруна имеет линия от Дуала до Нгаундере. Основные грузы: нефтепродукты, цемент, хлопок-сырец и другие продукты сельского хозяйства.

## Поезда
Основным используемым участком железной дороги является отрезок Яунде — Н’гаундере. Поезда из Яунде и Н’гаундере отправляются в 18.00. Заявленное время в пути — 18 часов (прибытие в пункт назначения в 12.00). Если вам повезёт, то путешествие может сократиться до 15-16 часов (то есть вы прибудете в пункт назначения в 9.00-10.00). Но будьте также готовы к тому, что путешествие может затянуться и больше — из-за поломок локомотива или сбитых коров. Плюс остановки на всех полустанках.
Есть четыре категории вагонов. Вагоны 1-го и 2-го класса представляют собой то же самое, что и автобус. Стоимость билета в 1-м классе в одну сторону составляет 17 000 франков. Существуют также 2- и 4-местные купе с кушетками (соответственно, как привычное нам купе). Стоимость билета в 4-местном купе — 25 000 франков в один конец, в 2-местном — 28 000 франков.

## Железнодорожные связи со смежными странами
- Нигерия — нет, смена колеи с 1000 мм на 1067 мм.
- Габон — нет, смена колеи с 1000 мм на 1435 мм.
- Республика Конго — нет, смена колеи с 1000 мм на 1067 мм.
- Центральноафриканская Республика — нет железных дорог.
- Чад — нет железных дорог.
- Экваториальная Гвинея — нет железных дорог.